# Eva Randová
Eva Randová (Kolín, 31 dicembre 1936) è un mezzosoprano ceca che ha realizzato una carriera internazionale in Germania. È apparsa nei principali teatri d'opera, tra cui il Metropolitan Opera e in festival come il Festival di Bayreuth. È nota per aver eseguito opere ceche di Leoš Janáček e Antonín Dvořák.

## Biografia
Nata a Kolín, Repubblica Ceca, il 31 dicembre 1936, la Randová è stata più volte campionessa ceca di nuoto. In primo luogo lavorò come insegnante di sport e matematica. Studiò poi canto al Conservatorio di Praga.
Fece il suo debutto sul palcoscenico dell'opera nel 1962 a Ostrava e Praga. Entrò a far parte dell'ensemble della Staatsoper di Stoccarda nel 1971.
Si esibì al Festival di Bayreuth prima nel 1973 come Waltraute ne La Valchiria di Wagner e come Gutrune ne Il crepuscolo degli dei, interpretando queste parti anche nei due anni successivi. Nel 1975 apparve anche come Kundry in Parsifal, cantando la parte anche nel 1976, 1977 e 1981. Apparve come Fricka nel 1977 nel Jahrhundertring, la produzione centenaria de L'anello del Nibelungo di Wagner messa in scena da Patrice Chéreau e diretta da Pierre Boulez.
È apparsa alla Deutsche Oper Berlin come Azucena ne Il trovatore di Verdi e come Laura ne La Gioconda di Ponchielli. Ha cantato all'Opera di Colonia Klytämnestra nell'Elettra di Richard Strauss e come Ortrud nel Lohengrin di Wagner. È stata ospite, tra gli altri, dell'Opéra national de Paris e del Metropolitan Opera House. Interpretò due parti nella Rusalka di Dvořák alla Wiener Staatsoper negli anni '80, la parte di mezzosoprano della strega e la parte di soprano della principessa straniera.
La sua interpretazione di Kostelnička Buryjovka nella Jenůfa di Janáček alla Royal Opera House ebbe la nomination per un Laurence Olivier Award come miglior attore nel 1987 nella categoria Outstanding Achievement in Opera. È stata la direttrice (Intendantin) dell'Opera di Stato di Praga.

## Incisioni scelte
La Biblioteca nazionale tedesca conserva registrazioni di Eva Randová, tra le quali:
- Ortrud nel Lohengrin di Wagner
- Kostelnička Buryjovka in Jenůfa di Janáček
- Il ruolo principale in La piccola volpe astuta di Janáček
- Strega e principessa straniera in Rusalka di Dvořák
- Vlasta in Šárka (Fibich) di Zdeněk Fibich
- Lola in Irrelohe di Schreker
- Kabanicha in Káťa Kabanová di Janáček
- Laura ne La Gioconda di Ponchielli
- Seconda Sinfonia di Mahler
- Messa Glagolitica di Janáček
- Con Plácido Domingo: Concerto di Gala al Covent Garden